# Museo nazionale del Montenegro
Il Museo nazionale del Montenegro (in montenegrino: Narodni muzej Crne Gore) è uno storico ente di conservazione della cultura montenegrina situato a Cettigne, la capitale storica del paese balcanico.

## Storia e descrizione
L'apertura di un museo nazionale del Montenegro venne decisa nel 1893, in occasione del quattrocentesimo anniversario di fondazione della Casa editrice Crnojevic, e fu ufficialmente fondato tre anni dopo.
L'edificio centrale che ospita è il Vladin dom, l'antico parlamento montenegrino, costruito nel 1910 dall'architetto italiano Cesare Augusto Corradini.
Il museo nazionale del Montenegro è composto da quattro differenti istituzioni culturali situate a Cettigne:
- Il Museo di Storia del Montenegro, ospitato nel palazzo di Vladin dom e a sua volta suddiviso nei musei di:
  - Casa natale di Pietro II Petrovic-Njegoš, presso il villaggio di Erakovići;
  - Chiesa di corte Cipur;
  - Museo di Re Nicola, ospitato nell'antico Palazzo Reale montenegrino;
  - Museo Pietro II Petrovic-Njegoš, ospitato nell'antico Palazzo Reale di Biljarda;
  - Mausoleo dei Petrovic-Njegoš, sul monte Lovcen;
  - Mausoleo del vescovo Danilo;

- Galleria d'arte del Montenegro, all'interno del Vladni dom;
- Galleria d'arte moderna Miodrag Dado Đurić;
- Museo Archeologico
- Museo Etnografico del Montenegro, fondato nel 1951;